# 1544年
| 千纪： | 2千纪 |
| 世纪： | 15世纪 \| 16世纪 \| 17世纪                                                                                 |
| 年代： | 1510年代 \| 1520年代 \| 1530年代 \| 1540年代 \| 1550年代 \| 1560年代 \| 1570年代                           |
| 年份： | 1539年 \| 1540年 \| 1541年 \| 1542年 \| 1543年 \| 1544年 \| 1545年 \| 1546年 \| 1547年 \| 1548年 \| 1549年 |
| 纪年： | 甲辰年（龙年）；明嘉靖二十三年；越南莫朝廣和四年，后黎朝元和十二年；日本天文十三年                         |

## 大事记
- 越後豪族揚北眾進攻栃尾城（日语：栃尾城），駐守栃尾城（日语：栃尾城）的長尾景虎成功擊退三條城主長尾俊景與黑瀧城主黑田秀忠的侵攻，是為栃尾城之戰（日语：栃尾城の戦い）。
- 葡萄牙船員赴日貿易途中，偶然發現綠意盎然的臺灣島，驚呼「Illa Formosa」（意為「美麗之島」）。這是臺灣島與西方世界的首次接觸。
- 秘鲁总督区成立。
- 法蘭西斯一世和查理五世締結《克雷普和约》。
- 5月23日——克里斯蒂安三世對松德海峽的封鎖，迫使查理五世在施派爾帝國會議上與丹麥締結和約，克里斯蒂安三世在位期間丹麥將對神聖羅馬帝國保持和平的外交政策。

## 出生
- 1月19日︰弗朗索瓦二世，法國國王。（1560年逝世）
- 9月27日：竹中重治，日本武將。（1579年逝世）

## 逝世
- 11月15日──朝鮮中宗（1488年生）。